# Пуњокијузо (Фођа)
Пуњокијузо (итал. Pugnochiuso) је насеље у Италији у округу Фођа, региону Апулија.
Према процени из 2011. у насељу је живело 2 становника. Насеље се налази на надморској висини од 30 м.